# Tosny
Tosny (prononcé [toni]) est une ancienne commune française située dans le département de l'Eure en région Normandie.
Depuis le 1er janvier 2017, elle est une commune déléguée de la commune nouvelle nommée Les Trois Lacs.
Les habitants de Tosny sont appelés les Tosnysiens et les Tosnysiennes.

## Géographie

### Communes limitrophes
Une partie du lieu-dit « Le Roule » est rattachée à la commune. Aubevoye et Villers-sur-le-Roule se partagent les autres démembrements.

### Hydrographie
La commune est riveraine de la Seine qui coule 25 mètres d'altitude plus bas.
Les îles, Île Bonnet, La Tour et Gringord sont rattachées à la commune.

## Toponymie
Attestée sous les formes Todeniaco en 1014, Toenium et Toteneio en 1035, Toeneium (Orderic Vital) en 1125, Totteneium en 1061 (Gall. christ., grande ch. de Conches), Villa Toeniensis en 1071 (charte de Raoul de Tosny), Toeneium en 1125 (ch. d’Audin, évêque d’Évreux), Thonaium en 1136, Toeneium en 1197, Toniacum en 1204 (traité de Rouen), Toeni en 1205 (ch. de Philippe Auguste), Thooniacum en 1227 (ch. de Lambert Cadoc), Thoëneium en 1239, Thoeniacum au XIIIe siècle (cartulaire de Mortemer), Toani en 1282, Thony en 1392 (lettres de Charles VI), Tony en 1419 (dénombr. de l’abb. de Conches), Thoeny en 1406 (aveu de Phil. de Lévis), Toëni en 1828 (Louis Du Bois).
Il s'agit d'une formation toponymique gallo-romane ou médiévale en -INIACU, forme allongée du suffixe d'origine gauloise -acum, localisant et marquant la propriété. Il est précédé d'un anthroponyme selon le cas général qui peut être Toto, hypocoristique de type germanique basé sur le thème dod. Dans les formes anciennes le [t] s'est régulièrement amuï et le s ajouté tardivement sert à marquer la fermeture du o [o:]. Tosny ne doit donc se prononcer ni « Tossny » ni « Tony », mais traditionnellement « Tôny » ([toni]).

## Histoire
Louis-Étienne Charpillon et l'abbé Caresme relatent en détail l'histoire de la commune.
L'important château du XIIe siècle auquel il est fait allusion en introduction est celui de Boutavant sur l'île La Tour, qui n'aura d'existence que quelque 5 années.

## Politique et administration

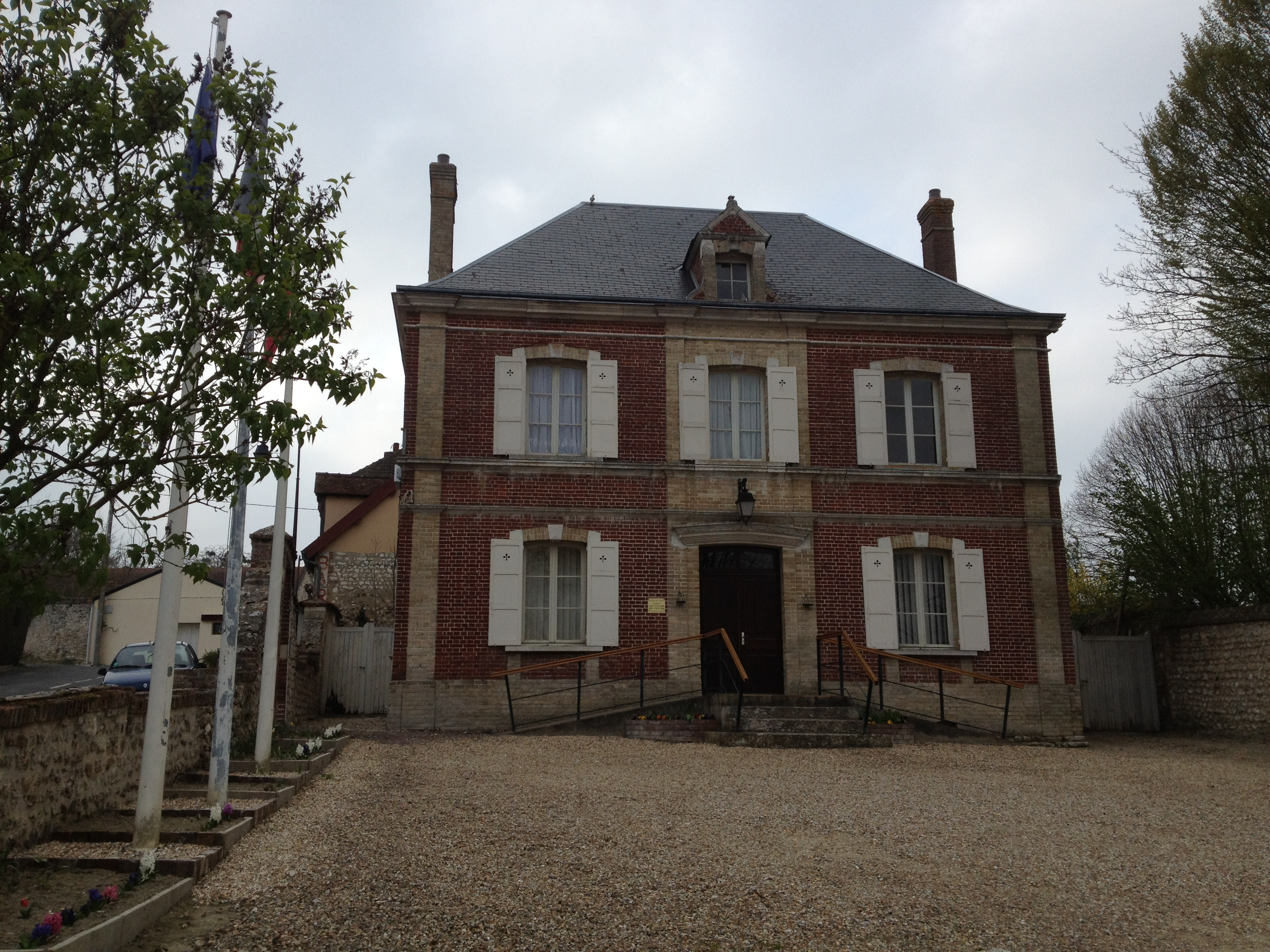
Mairie déléguée de Tosny.

| Période                                  | Période    | Identité                 | Étiquette | Qualité |
| ---------------------------------------- | ---------- | ------------------------ | --------- | ------- |
| Les données manquantes sont à compléter. |            |                          |           |         |
| ca 1850                                  |            | Jean-Jacques Potel       |           |         |
| Les données manquantes sont à compléter. |            |                          |           |         |
|                                          |            | M. Zabiau                |           |         |
| 1983                                     | 2001       | Espanita Cortez-Tomasini | RPR       |         |
| mars 2001                                | 31/12/2016 | Gérard Potel             | UMP       |         |
| mars 2014                                | En cours   | Valérie Lepy             | UMP-LR    |         |

## Démographie
L'évolution du nombre d'habitants est connue à travers les recensements de la population effectués dans la commune depuis 1793. À partir du 1er janvier 2009, les populations légales des communes sont publiées annuellement dans le cadre d'un recensement qui repose désormais sur une collecte d'information annuelle, concernant successivement tous les territoires communaux au cours d'une période de cinq ans. 
Pour les communes de moins de 10 000 habitants, une enquête de recensement portant sur toute la population est réalisée tous les cinq ans, les populations légales des années intermédiaires étant quant à elles estimées par interpolation ou extrapolation. Pour la commune, le premier recensement exhaustif entrant dans le cadre du nouveau dispositif a été réalisé en 2005,.
En 2014, la commune comptait 660 habitants, en évolution de 0 % par rapport à 2009 (Eure : +2,66 %, France hors Mayotte : +2,49 %).
| 1793 | 1800 | 1806 | 1821 | 1831 | 1836 | 1841 | 1846 | 1851 |
| ---- | ---- | ---- | ---- | ---- | ---- | ---- | ---- | ---- |
| 318  | 286  | 246  | 305  | 391  | 401  | 388  | 377  | 338  |

| 1856 | 1861 | 1866 | 1872 | 1876 | 1881 | 1886 | 1891 | 1896 |
| ---- | ---- | ---- | ---- | ---- | ---- | ---- | ---- | ---- |
| 335  | 319  | 345  | 329  | 318  | 304  | 299  | 320  | 268  |

| 1901 | 1906 | 1911 | 1921 | 1926 | 1931 | 1936 | 1946 | 1954 |
| ---- | ---- | ---- | ---- | ---- | ---- | ---- | ---- | ---- |
| 271  | 283  | 265  | 236  | 226  | 217  | 212  | 218  | 206  |

| 1962 | 1968 | 1975 | 1982 | 1990 | 1999 | 2005 | 2010 | 2014 |
| ---- | ---- | ---- | ---- | ---- | ---- | ---- | ---- | ---- |
| 233  | 303  | 362  | 362  | 446  | 569  | 608  | 676  | 660  |

## Économie
L'entreprise Duplessi fabrique depuis 1999 dans sa brasserie de Tosny une variété unique de bière et un whisky, unique en Normandie.

## Culture locale et patrimoine

### Lieux et monuments

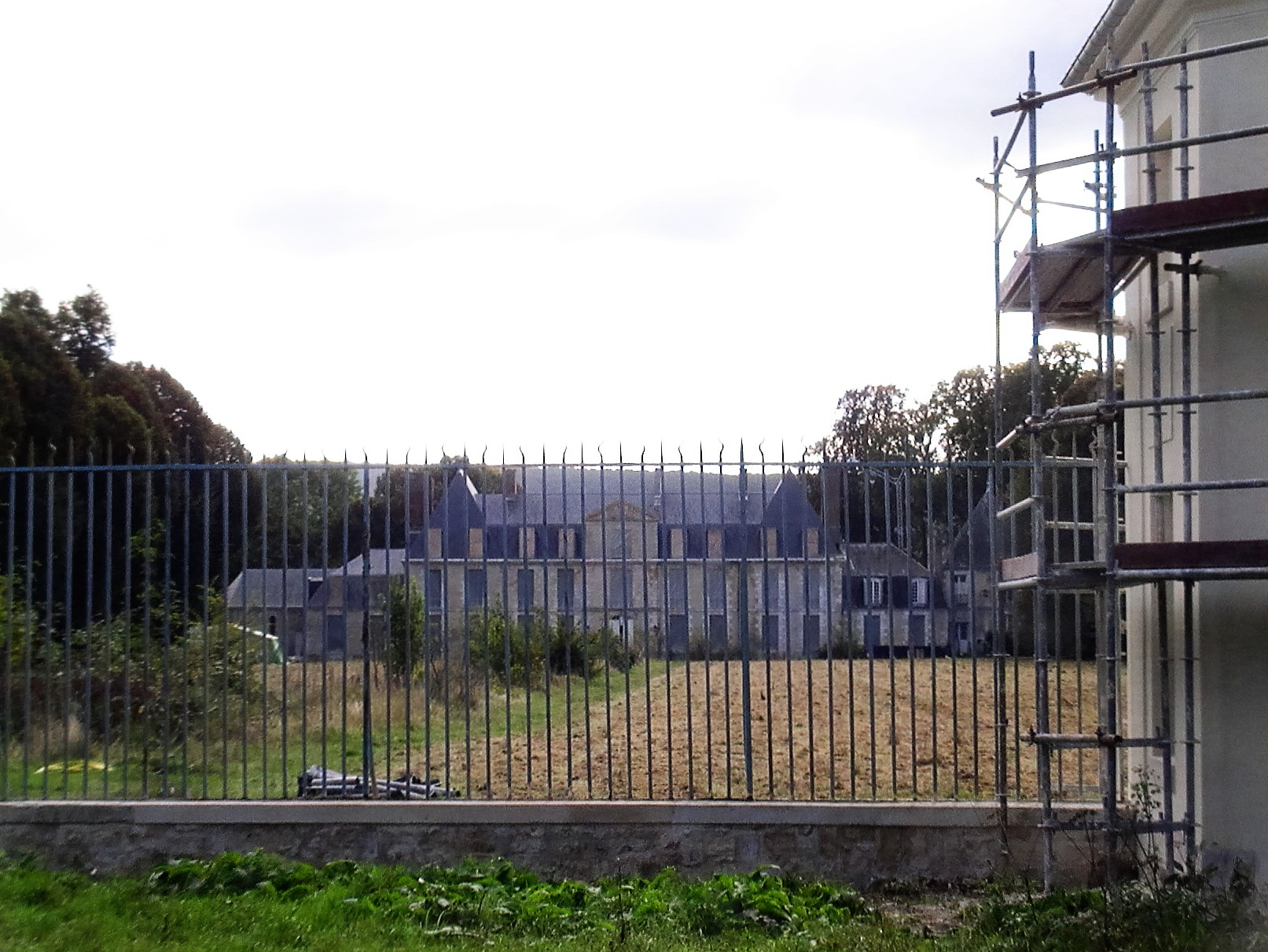
Le château, côté bois - façade avec l'un des deux pavillons octogonaux.

- Le château en façade, rue Saint-Sulpice.Le château, côté bois - façade avec l'un des deux pavillons octogonaux.Église Saint-Sulpice [9],[10] : à l'intérieur de l'église Saint-Sulpice, on peut découvrir un monument funéraire représentant les gisants de Richard de Coëtlogon, le seigneur de Tosny et de sa femme, Marguerite de Pillavoine. Cet élément de mobilier, classé monument historique le 18 décembre 1998 ( Classé MH (1998))[11], date de la seconde moitié du XVIe siècle. Les gisants doubles ont été redécouverts après la Seconde Guerre mondiale par un employé communal, cachés sous le plancher de l'église. L'œuvre est de très belle facture, rarissime dans la région et intacte.

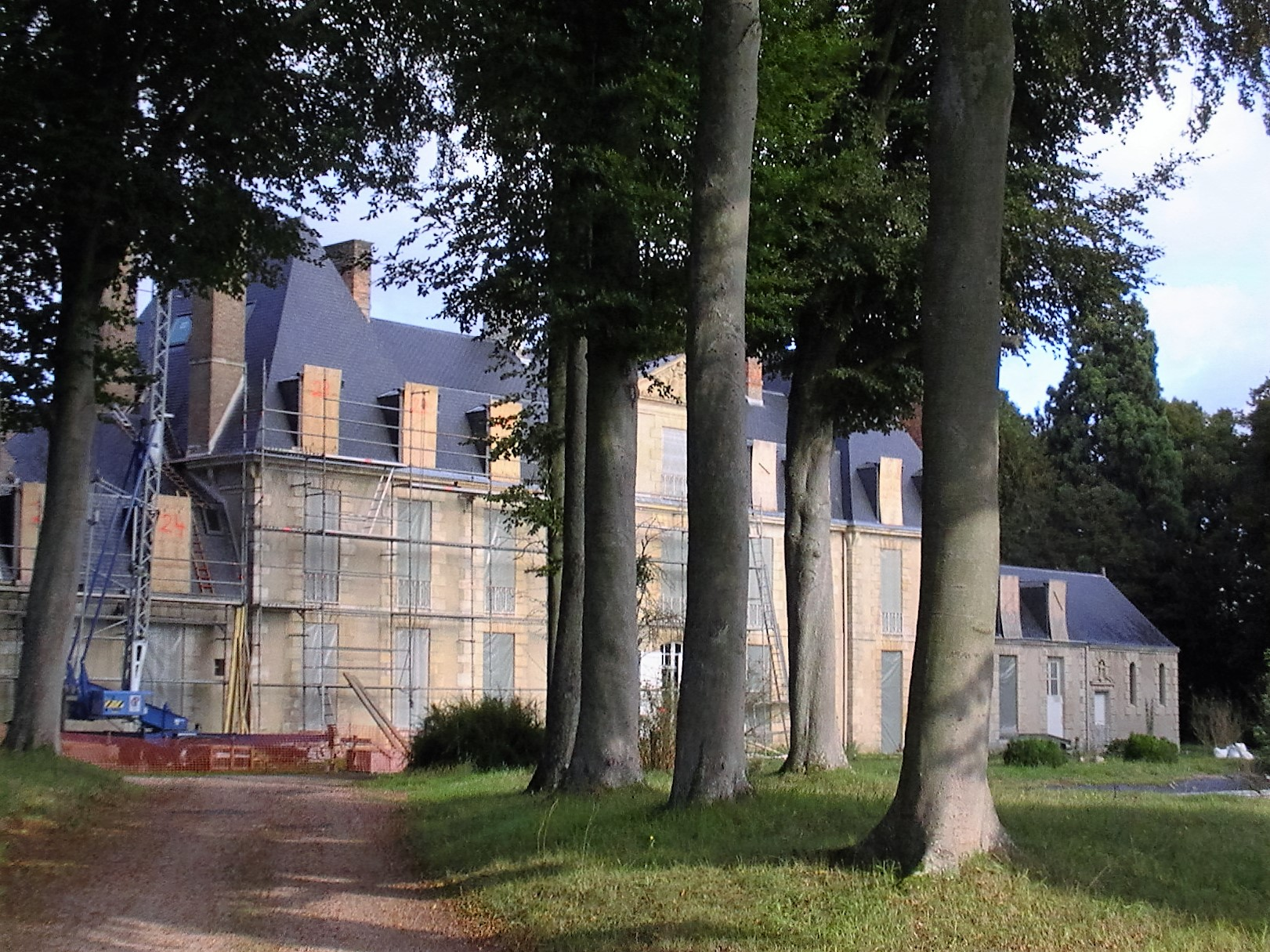
Le château en façade, rue Saint-Sulpice.

- Château, inscrit à l'inventaire général du patrimoine culturel [12] 
 Parc de 14 hectares. Propriété d'une personne morale. Alexandre Déséguin, maire de Pressagny-l'Orgueilleux de 1820 à 1830, en fut propriétaire. En 1841, il est propriété de M. de Courteuil [13].

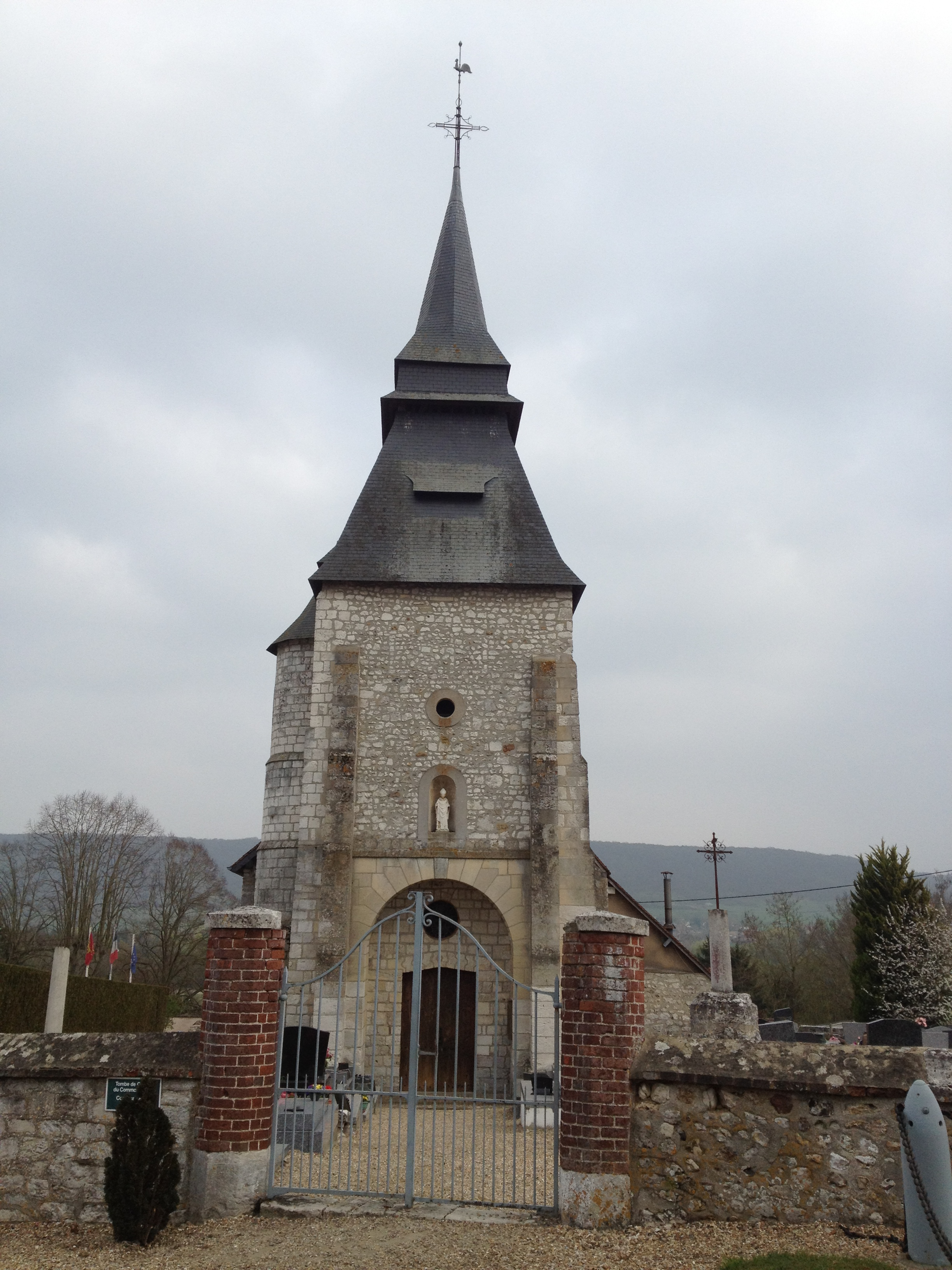
Église Saint-Sulpice.
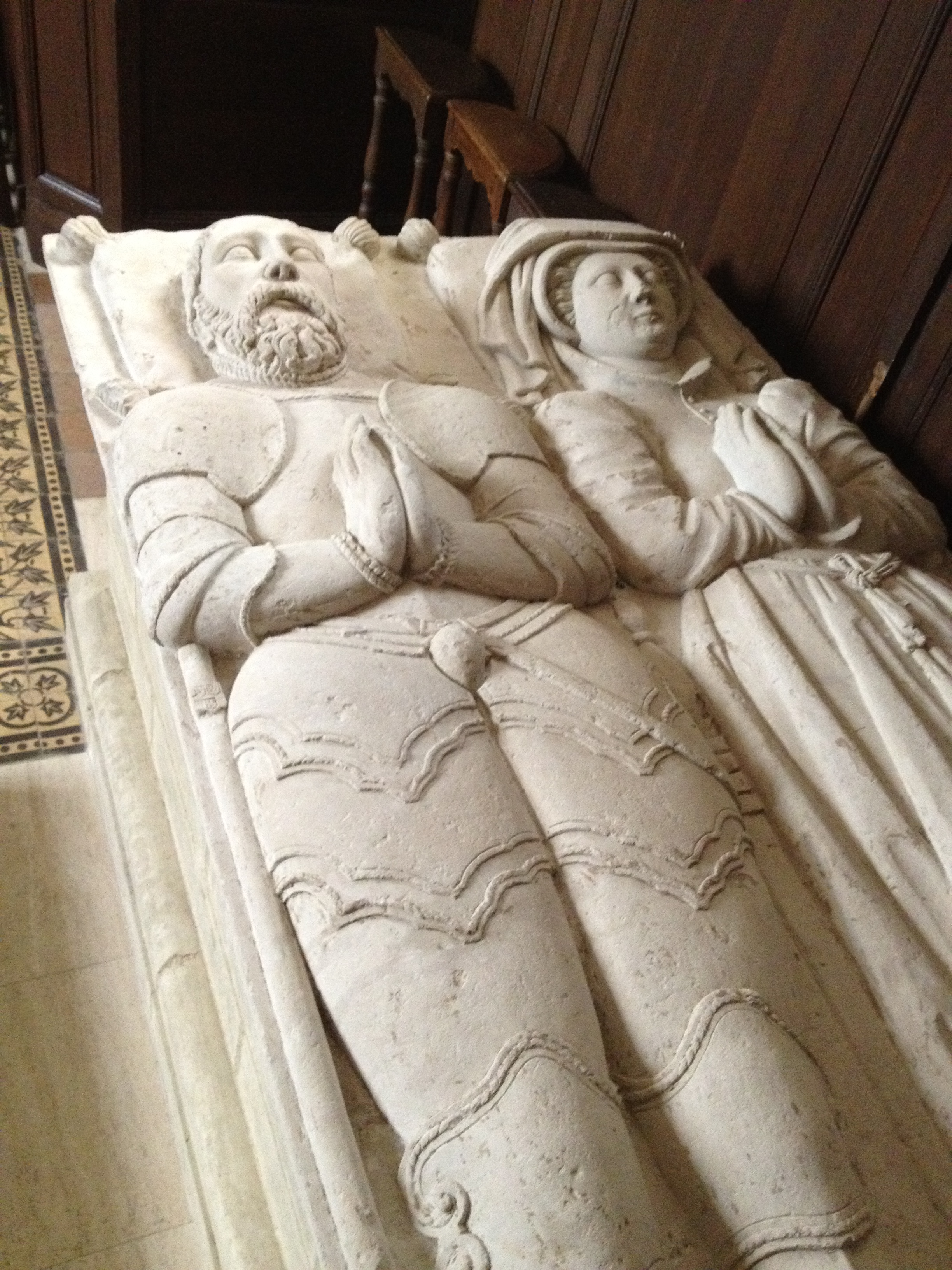
Gisants de Richard de Coëtlogon et Marguerite de Pillavoine.
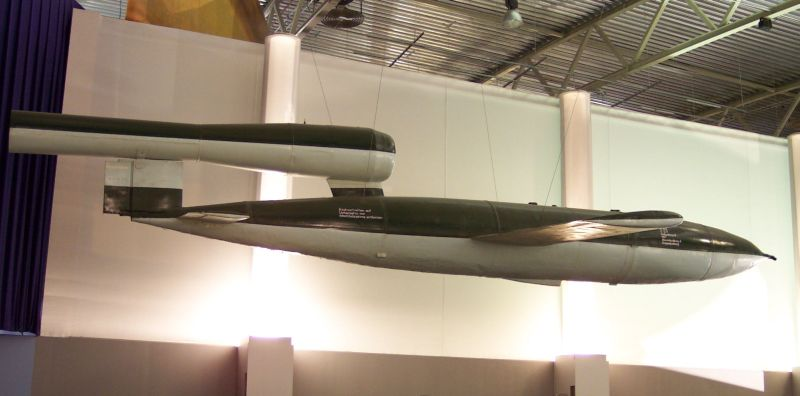
Modèle Fieseler Fi 103 alias V1.

- Moulin Gardon [14].
- Fort de Boutavant (vestiges) [15].

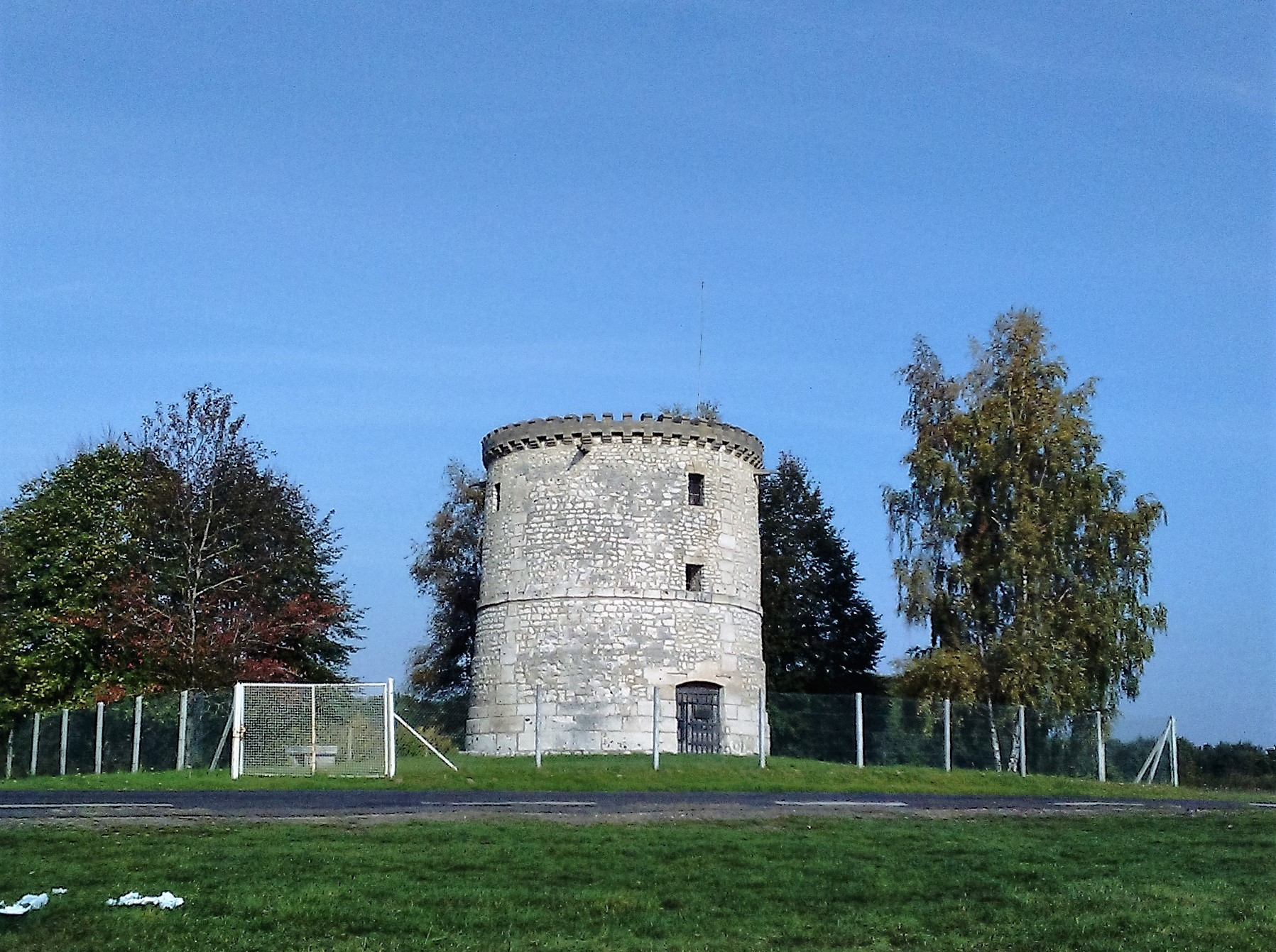
Tour, route 176,

- Musée de la Seconde Guerre mondiale, où l'on peut notamment apercevoir un missile V1.
- Tour de Tosny ( Inscrit MH (1978)), donnée pour moulin de l'Ermitage sur la carte IGN [16].
- Hippodrome René Tomasini, nom de baptême de l'hippodrome des Andelys.

### Patrimoine naturel

#### Site classé
- La boucle de la Seine dite de Château-Gaillard  Site classé (2006)[17].

### Personnalités liées à la commune
- Famille de Tosny
- René Riffaud (19 décembre 1898 à Souk el Arba, (Tunisie) - 15 janvier 2007 à Tosny), poilu.
- René Tomasini (16 avril 1919 à Petreto-Bicchisano (Corse-du-Sud) - 5 mai 1983 à Tosny), homme politique français, y a résidé de 1969 à sa mort.
- Espanita Cortez (1921-2014), actrice, épouse de René Tomasini, maire de la commune où elle a sa sépulture au cimetière nouveau.